# اعتلال وعائي نشواني مخي
اعتلال وعائي نشواني مخي  (بالإنجليزية:  Cerebral amyloid angiopathy)‏ (اختصارًاCAA) ويُعرف أيضًا باسم اعتلال الأوعية الدموية الخلقي، هو اعتلال وعائي نشواني دماغي هو الأعتلال الوِعائي الذي يتميز بتكدس راسب من مواد نشَوانِية في جدران الأوعية الدموية، مما يتسبب في أحيان كثيرة بنزف وعائي دماغي، ويمكن مشاهدة رواسب البروتين النشواني تحت المجهر.

## العلامات والأعراض
نظرًا لأن هذا يمكن أن يكون ناتجًا عن نفس بروتين الأميلويد المرتبط بخرف الزهايمر، فإن نزيف الدماغ أكثر شيوعًا عند الأشخاص الذين لديهم تشخيص لمرض الزهايمر. ومع ذلك، يمكن أن تحدث أيضا عند أولئك الذين ليس لديهم تاريخ من الخرف. عادةً ما يقتصر النزيف داخل المخ على الفص المعين وهذا يختلف قليلاً مقارنة بنزيف الدماغ الذي يحدث نتيجة لارتفاع ضغط الدم (ارتفاع ضغط الدم) - وهو سبب أكثر شيوعًا لسكتة دماغية نزفية (أو نزيف في الدماغ).

## التشخيص
على الرغم من أنه لا يمكن إجراء التشخيص النهائي إلا من خلال التحليل النسيجي، فإن التصوير العصبي والبيانات السريرية المرتبطة به يمكن أن تقدم لنا تشخيصًا افتراضيًا موثوقًا به. في التصوير المقطعي المحوسب جمجمي CT، سنشهد وجود نزيف في الفك والتدخل القشري مع أو بدون امتداد إلى منطقة تحت العنكبوتية أو أن فتح البطينين يدل على حدوث نزيف دماغي مرتبط باعتلال الأوعية الدموية الدماغية. في حالات نادرة، قد يؤثر النزيف أيضًا على الهياكل العميقة. عند المرضى الذين يعانون من ضعف الإدراك، قد يحدث اعتلال بيضاء منتشر في الدماغ وضمور متني. في التصوير بالرنين المغناطيسي الجمجمي، يمكننا ملاحظة نزيف بيتيكال القشري وشبه القشري المتعدد. وترسب هيموسيديرين من نزيف قديم في T2

## أسباب

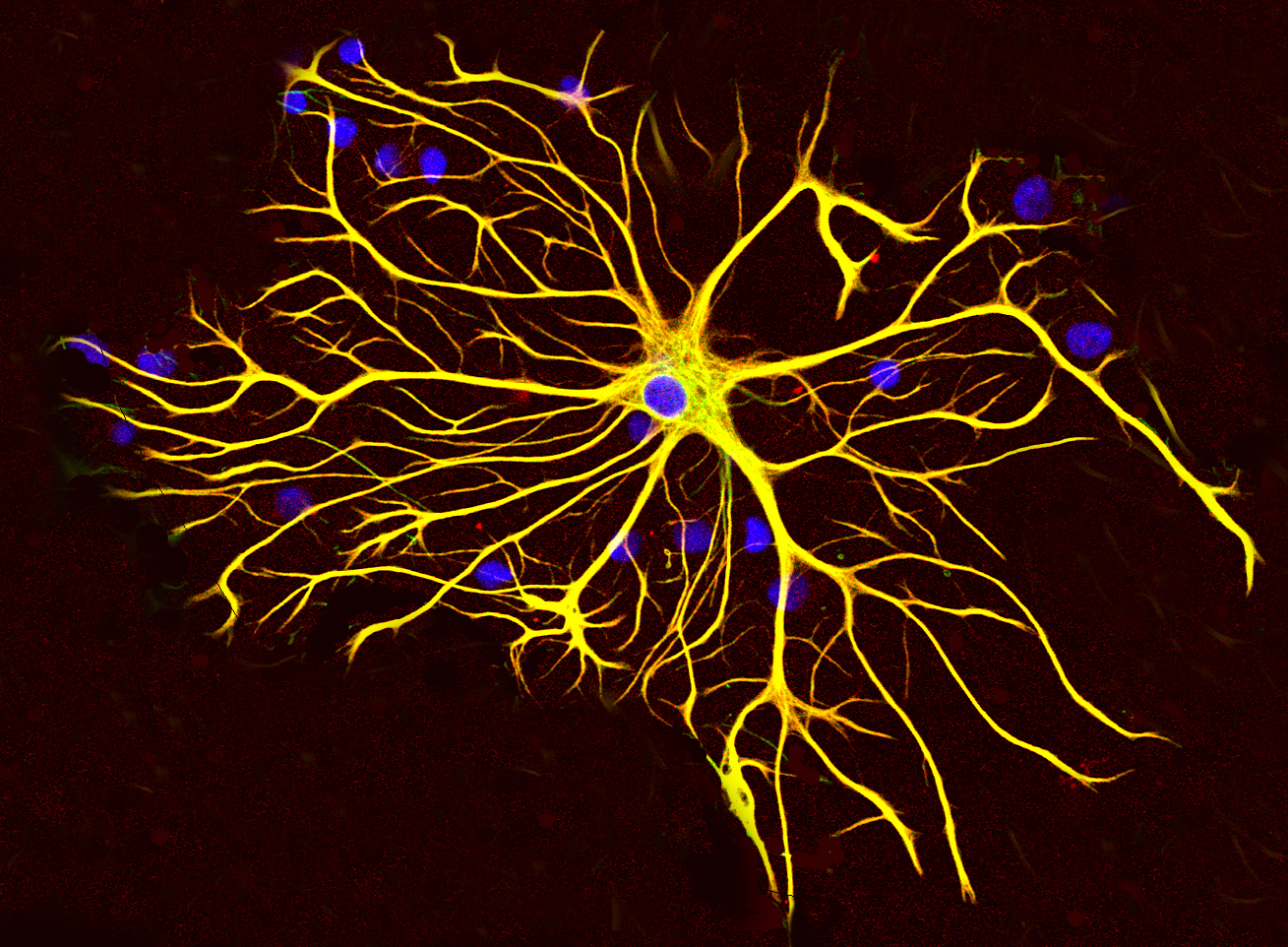
نجمية

تم التعرف على CAA على أنه يحدث بصورة فُرَادِيّة (بشكل عام عند كبار السن) أو في أشكال عائلية مثل أنواع الفلمنكية وأيوا والهولندية. في جميع الحالات، يتم تعريفه بترسب Aβ في جدران الوعاء الدموي الظهري والدماغي. وقد لوحظ أن الجهاز المركزي للمحاسبات الذي يحدث في النوع الفلمنكي مرتبط بلوحات كثيفة النواة كبيرة لوحظت في هذه النسب.
لا يزال سبب زيادة ترسب Aβ في الجهاز العصبي المركزي المتقطع غير واضح، حيث تم اقتراح زيادة في إنتاج الببتيد والتطهير غير الطبيعي كأسباب محتملة. في ظل علم وظائف الأعضاء الطبيعي يتم مسح Aβ من الدماغ بأربعة مسارات: (1)التسمم الخلوي بالخلايا النجمية والخلايا الجليدية، (2) التحلل الأنزيمي بواسطة النيبريليسين أو الأنسولين (3) الذي يتم إزالته عن طريق حاجز الدماغ في الدم أو (4) استنزفت على طول المساحات المحيطة. وقد تم ربط تشوهات في كل من هذه المسارات التي تم تحديدها التخليص إلى الجهاز المركزي للمحاسبات.
في الأشكال العائلية من الجهاز المركزي للمحاسبات، من المحتمل أن يكون سبب تراكم Aβ هو زيادة الإنتاج بدلاً من سوء التطهير. الطفرات في بروتينات السلائف الأميلويد (APP)، جينات Presenilin (PS) 1 وPS2 يمكن أن تؤدي إلى زيادة معدلات انقسام APP إلى Aβ. كما تم اقتراح آلية مناعية.

## الإدارة
الهدف من اعتلال الأوعية نشواني الدماغي هو علاج الأعراض، حيث لا يوجد علاج حالي. قد يكون العلاج البدني والمهني أو الكلام مفيدًا في إدارة هذه الحالة.